# Euparin
Euparin ist eine chemische Verbindung aus der Gruppe der Benzofurane. Euparin kommt in verschiedenen Pflanzenarten des Tribus Eupatorieae vor, unter anderem in der Gattung Eupatorium (Eupatorium buniifolium, Eupatorium chinensis, Eupatorium purpureum), aber auch in Helianthus tuberosus, Petasites albus (73 % des Öls), Ligularia caloxantha, Ligularia stenocephala und Helianthella quinquenervis.
Euparin besitzt im Plaque-Assay antivirale Wirkung gegen das Poliovirus.